# Departamento de Asuntos Exteriores (Filipinas)
El Departamento de Asuntos Exteriores (en filipino: Kagawaran ng Ugnayang Panlabas; acrónimo: DFA), también conocido como el Departamento de Asuntos Extranjeros, es el nombre que recibe el ministerio filipino equivalente a los ministerios de asuntos exteriores de otros estados soberanos.

## Historia

### Filipinas bajo ocupación
Desde la independencia de Filipinas de España en 1898, el gobierno del país no tuvo demasiada capacidad de autogestión en asuntos de representación exterior debido a la situación de ocupación colonial que mantuvieron sobre el país primero Estados Unidos y luego Japón.
Esta situación se mantendría de manera directa hasta 1946. Tras ese año, el gobierno filipino comenzaría tímidamente a tener más representación diplomática, en especial con países de su entorno.

### La administración Marcos
Desde el comienzo del mandato del presidente Ferdinand Marcos, se redefinió la política de acción exterior filipina como un instrumento para la protección de la independencia filipina, la integridad territorial y la dignidad nacional. Se actuó con mayor contundencia en los reclamos tradicionales de zonas irredentas, disputadas entre Filipinas, la República Popular de China, la República de China y Vietnam.
Entre 1975 y 1976, aún bajo la administración de Marcos, fue cuando Filipinas restableció las relaciones diplomáticas y económicas normales entre el país y algunas repúblicas socialistas como la República Popular de China (en 1975) y la Unión de las Repúblicas Socialistas Soviéticas (en 1976).
Tras establecer relaciones con la Unión Soviética, Filipinas comenzó a actuar con un rol protagonista en el Movimiento de Países No Alineados en el marco del Sudeste asiático.

### Filipinas tras la revolución amarilla
Tras la conocida como revolución amarilla o revolución EDSA, Filipinas, bajo el mandato de la presidente Corazón Aquino, comenzó un período de expansión en las exportaciones e importaciones nacionales, buscando una mejor relación bilateral con otros estados soberanos.
En este marco, Filipinas fue uno de los países impulsores en la creación del Foro de Cooperación Económica Asia-Pacífico en 1989. Intentando también conseguir el mercado no arancelario dentro de la ASEAN.

### Desde 1990 hasta hoy
A comienzos de la década de 1990, Filipinas quiso establecer una mayor cooperación diplomática con los países de Oriente Medio debido a que una parte importante de sus trabajadores, especialmente filipinos de la zona del Mindanao emigraban hacia aquellas zonas por temas de estudio o laborales.
Este acercamiento, supuso la radicalización y la exaltación del nacionalismo de las zonas moras de Filipinas durante el conflicto Moro, lo que supuso que el resto de la década el país adoptara una política más proteccionista en busca de la seguridad nacional.
Entre 1999 y el año 2000, el presidente Estrada se dedicó a hacer una gira entre países de la ASEAN para buscar de nuevo el aumento de las relaciones tras unos años de deterioro. En la gira visitó Vietnam, Tailandia, Malasia, Singapur, Hong Kong, Japón] y Corea del Sur.
La política a seguir por el DAE en la década de 2000 fue marcado en 2001, durante la presidencia de Gloria Macapagal Arroyo, basando la política exterior en las "9 realidades del pueblo filipino frente al Mundo" y la defensa de los tres pilares fundamentales de la política filipina expuestos en los 70 por Ferdinand Marcos.
Con la entrada de la década de 2010, el Departamento de Asuntos Exteriores centra sus esfuerzos en mejorar las relaciones bilaterales y multilaterales de Filipinas para facilitar el desarrollo personal de su pueblo en el mundo globalizado.

## Estructura
El Departamento está encabezado por el Secretario de Relaciones Exteriores, con los siguientes seis subsecretarios:
- Subsecretario de Política
- Subsecretario de Relaciones Económicas Internacionales
- Subsecretario de Comunicación e Investigación Estratégica
- Subsecretario de Asuntos de Trabajadores Migratorios
- Subsecretario de Administración
- Subsecretario de Seguridad Civil y Asuntos Civiles

## Oficinas del Departamento
El Departamento de Asuntos Exteriores tiene once oficinas principales. Las oficinas geográficas gestionan las relaciones políticas y económicas en diferentes regiones y persiguen los intereses filipinos en organizaciones multilaterales. Entre ellas se incluyen las siguientes:
- Oficina de Asuntos Americanos
- Oficina de Asuntos de Asia y el Pacífico
- Oficina de Asuntos Europeos
- Oficina de Medio Oriente y Asuntos Africanos
- Oficina de Asuntos de la ASEAN
- Oficina de las Naciones Unidas y otras organizaciones internacionales
- Oficina de Asuntos Marítimos y Oceánicos

Las oficinas generales son las siguientes:
- Oficina del Subsecretario de Asuntos de Trabajadores Migratorios
- Oficina de Diplomacia Pública
- Oficina de Asuntos Legales
- Oficina de Asuntos Consulares
- Oficina de Protocolo
- Oficina de Gestión de Recursos Humanos

## Misiones diplomáticas filipinas
La representación diplomática de Filipinas bajo la supervisión del DAE se extiende a 88 representaciones, repartidas en 61 embajadas, 7 misiones diplomáticas ante organizaciones internacionales y 20 consulados.